# Sphaerosporoceros adscendens
Sphaerosporoceros adscendens är en skidmossaart som först beskrevs av Lehm. et Lindenb., och fick sitt nu gällande namn av Gabriela Gustava Hässel de Menéndez. Sphaerosporoceros adscendens ingår i släktet Sphaerosporoceros och familjen skidmossor. Inga underarter finns listade i Catalogue of Life.